# Edgar Meyer
Edgar Meyer   (Oak Ridge, 24 de novembre de 1960) és un baixista i compositor estatunidenc. Els seus estils inclouen clàssics, bluegrass, newgrass i jazz. Ha guanyat cinc premis Grammy i ha estat nominat set vegades.
Meyer és membre del súper grup "house band" del "Festival Telluride Bluegrass", juntament amb Bush, Fleck, Douglas, Duncan i Bryan Sutton. Els seus col·laboradors han abastat una àmplia gamma d'estils i talents musicals; entre ells hi ha Joshua Bell, Hilary Hahn, Yo-Yo Ma, Jerry Douglas, Béla Fleck, Zakir Hussain, Sam Bush, Stuart Duncan, Chris Thile, Mike Marshall, Mark O'Connor, Christian McBride i Emanuel Axe.

## Anys de Joventut
Meyer va créixer a Oak Ridge, Tennessee. Va aprendre a tocar el contrabaix del seu pare, Edgar Meyer, Sr., que va dirigir el programa d'orquestra de corda per al sistema d'escoles públiques locals. Més tard, Meyer va anar a la Universitat d'Indiana per estudiar amb Stuart Sankey.

## Carrera
Com a compositor, la música de Meyer ha estat estrenada i enregistrada per Emanuel Axe, Joshua Bell, Yo-Yo Ma, lOrquestra Simfònica de Boston, Bela Fleck, Zakir Hussain, Hilary Hahn i el Quartet de corda Emerson, entre d'altres. The Nashville Symphony i lAspen Music Festival and School van encarregar la seva primera obra purament orquestral que va ser estrenada per la Nashville Symphony el març del 2017. A més, Bravo! Vail i l'Academy of St Martin in the Fields va encarregar una obertura per a violí i orquestra que va ser estrenada per Joshua Bell i lASMF el juny del 2017.
El 2011, Meyer va col·laborar al The Goat Rodeo Sessions amb Yo-Yo Ma, Stuart Duncan i Chris Thile. L'àlbum va guanyar dos premis Grammy 2013. Meyer va ser guardonat amb el seu cinquè premi Grammy el 2015 pel seu baix i mandolina, enregistrant amb Thile. Meyer va gravar una col·lecció de trios de Bach amb Thile i Yo-Yo Ma, publicats l'abril del 2017.
 El juny del 2020, el mateix grup de músics que va gravar The Goat Rodeo Sessions va publicar un segon àlbum titulat Not Our First Goat Rodeo.
Meyer és artista en residència a l'Escola de Música Blair de la Universitat de Vanderbilt i també és proessor en el Curtis Institute of Music.